# World Party (album)
World Party è il terzo album in studio del gruppo musicale statunitense Goodie Mob, pubblicato il 21 dicembre 1999.

## Tracce
1. Invitation to the World Party – 0:39
2. World Party – 4:05
3. Chain Swang – 4:32
4. Get Rich to This / Parking Lot (feat. Big Boi e Backbone) (Break) – 4:23
5. The Dip – 5:25
6. All A's (feat. Backbone) – 5:26
7. What It Ain't (Ghetto Enuff) (feat. TLC) – 5:13
8. I.C.U. (feat. Sleepy Brown) – 4:05
9. Rebuilding – 4:38
10. Just Do It / Poochie (Break) – 4:42
11. Street Corner (feat. Backbone) – 3:49
12. Cutty Buddy (feat. Sleepy Brown) – 3:49
13. Fie Fie Delish – 3:44
14. Go Back (Break) – 1:07

## Classifiche
| Classifica (1999) | Posizione massima |
| ----------------- | ----------------- |
| Stati Uniti       | 48                |